# Gordan Kožulj

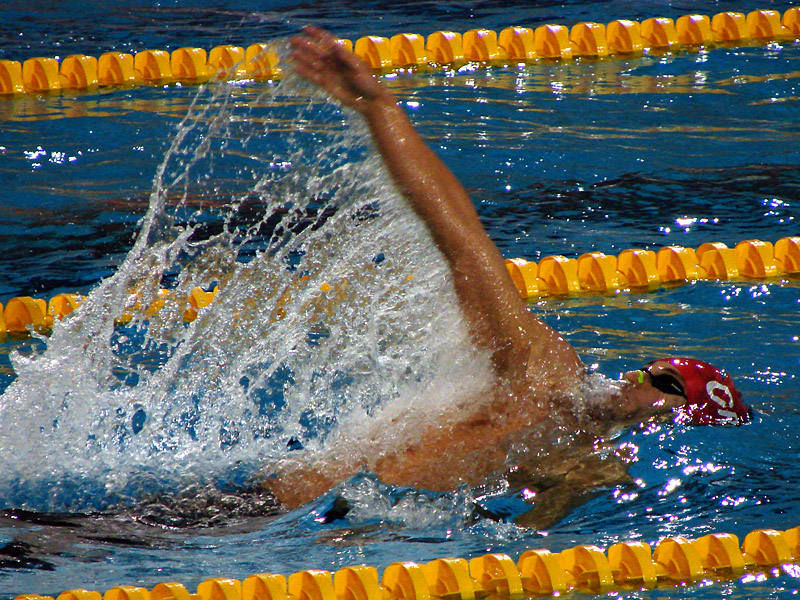
Kožulj in actie in 2008

Gordan Kožulj (Zagreb, 28 november 1976) is een Kroatisch zwemmer, die internationaal doorbrak in 1999, toen hij twee zilveren medailles won bij de Europese kampioenschappen langebaan (50 meter) in Istanboel. Die prestaties leverde de pupil van de Russische trainer Alexandar Seleznev datzelfde jaar in zijn geboorteland de titel Sportman van het Jaar op. Gordo studeert aan de Berkeley University in Californië, en is lid van zwemvereniging Mapk Mladost uit zijn geboorteplaats Zagreb.

## Internationale erelijst

### 1999
Wereldkampioenschappen kortebaan (25 meter) in Hongkong:
- Achtste op de 200 meter wisselslag 2.00,86

Europese kampioenschappen langebaan (50 meter) in Istanboel
- Tweede op de 100 meter rugslag 55,84
- Tweede op de 200 meter rugslag 2.00,07

### 2000
Wereldkampioenschappen kortebaan (25 meter) in Athene:
- Zesde op de 100 meter rugslag 53,55
- Eerste op de 200 meter rugslag 1.53,31
- Zesde op de 4x100 meter wisselslag

Europese kampioenschappen langebaan (50 meter) in Helsinki:
- Vijfde op de 100 meter rugslag 56,00
- Eerste op de 200 meter rugslag 1.58,62

Olympische Spelen (langebaan) in Sydney:
- Veertiende op de 100 meter rugslag 56,26
- Achtste op de 200 meter rugslag 1.59,38
- Veertiende op de 4x100 meter wisselslag 3.42,73

Europese kampioenschappen kortebaan (25 meter) in Valencia:
- Achtste op de 50 meter rugslag 25,34
- Tweede op de 100 meter rugslag 52,57
- Tweede op de 200 meter rugslag 1.53,50

### 2001
Wereldkampioenschappen langebaan (50 meter) in Fukuoka:
- Zevende op de 100 meter rugslag 55,60
- Vijfde op de 200 meter rugslag 1.59,23
- Tiende op de 4x100 meter wisselslag 3.41,98

Europese kampioenschappen kortebaan (25 meter) in Antwerpen:
- Vierde op de 100 meter rugslag 53,05
- Eerste op de 200 meter rugslag 1.53,37

### 2002
Europese kampioenschappen langebaan (50 meter) in Berlijn:
- Achtste op de 100 meter rugslag 55,38
- Eerste op de 200 meter rugslag 1.58,70
- Achtste op de 4x100 meter wisselslag 3.42,14

Europese kampioenschappen kortebaan (25 meter) in Riesa:
- Derde op de 200 meter rugslag 1.54,50

### 2003
Wereldkampioenschappen langebaan (50 meter) in Barcelona:
- 32ste op de 100 meter rugslag 55,94
- Tweede op de 200 meter rugslag 1.57,47

### 2004
Europese kampioenschappen langebaan (50 meter) in Madrid:
- Achtste op de 50 meter rugslag 26,40
- Vijfde op de 100 meter rugslag 55,78

Olympische Spelen (langebaan) in Athene:
- Veertiende op de 100 meter rugslag 56,02
- Negende op de 200 meter rugslag 1.59,61

Europese kampioenschappen kortebaan (25 meter) in Wenen:
- Vierde op de 200 meter rugslag 1.54,35

### 2005
Europese kampioenschappen kortebaan (25 meter) in Triëst:
- Derde op de 200 meter rugslag 1.53,01